# Uniramia
Los unirrámeos (Uniramia) son un subfilo de Arthropoda basado en la presunta relación de los onicóforos con los atelocerados (miriápodos + hexápodos) al presentar apéndices de una sola rama (es decir unirrámeos, de donde deriva su nombre), en contraposición de los Schizoramia, cuyos apéndices poseen dos ramas (es decir, birrámeos)
(Tiegs & Manton, 1958).
A su vez, la hipótesis de Uniramia sostiene que su grupo hermano son los anélidos, con lo que los artrópodos aparecen como un grupo polifilético y consecuentemente desaparecen como filo; bajo este punto de vista los artrópodos se desmiembran en al menos dos filos, Uniramia y Schizoramia, y las similitudes entre ellos (apéndices, cutícula, tagmatización, etc.) son debidas a convergencia evolutiva. Los parápodos de lo poliquetos habrían originado los lobópodos de los onicóforos y estos los apéndices auténticos de los Uniramia.
El siguiente cladograma muestra las presuntas relaciones entre los grupos mencionados:
|  | Trilobita   |
|  |             |
|  | Chelicerata |
|  |             |
|  | Crustacea   |
|  |             |

|             | Onychophora                                            |
|             |                                                        |
| Atelocerata | \| \| Myriapoda \| \| \| \| \| \| Hexapoda \| \| \| \| |
|             | \| \| Myriapoda \| \| \| \| \| \| Hexapoda \| \| \| \| |
|             | Myriapoda                                              |
|             |                                                        |
|             | Hexapoda                                               |
|             |                                                        |

|  | Myriapoda |
|  |           |
|  | Hexapoda  |
|  |           |

|             | Onychophora                                            |
|             |                                                        |
| Atelocerata | \| \| Myriapoda \| \| \| \| \| \| Hexapoda \| \| \| \| |
|             | \| \| Myriapoda \| \| \| \| \| \| Hexapoda \| \| \| \| |
|             | Myriapoda                                              |
|             |                                                        |
|             | Hexapoda                                               |
|             |                                                        |

|  | Myriapoda |
|  |           |
|  | Hexapoda  |
|  |           |

|  | Trilobita   |
|  |             |
|  | Chelicerata |
|  |             |
|  | Crustacea   |
|  |             |

|             | Onychophora                                            |
|             |                                                        |
| Atelocerata | \| \| Myriapoda \| \| \| \| \| \| Hexapoda \| \| \| \| |
|             | \| \| Myriapoda \| \| \| \| \| \| Hexapoda \| \| \| \| |
|             | Myriapoda                                              |
|             |                                                        |
|             | Hexapoda                                               |
|             |                                                        |

|  | Myriapoda |
|  |           |
|  | Hexapoda  |
|  |           |

|             | Onychophora                                            |
|             |                                                        |
| Atelocerata | \| \| Myriapoda \| \| \| \| \| \| Hexapoda \| \| \| \| |
|             | \| \| Myriapoda \| \| \| \| \| \| Hexapoda \| \| \| \| |
|             | Myriapoda                                              |
|             |                                                        |
|             | Hexapoda                                               |
|             |                                                        |

|  | Myriapoda |
|  |           |
|  | Hexapoda  |
|  |           |

Esta hipótesis ha sido rechazada por numerosos análisis morfológios, paleontológicos y moleculares, estando hoy muy desacreditada.
El concepto mantoniano de Uniramia ha sido usado en un sentido distinto por algunos autores (por ejemplo,
Hickman et al., 2006),
grupo en el que incluyen solo a miriápodos y hexápodos. Por tanto, los Uniramia de Hickman coinciden con el concepto de Atelocerata.